# Iodure de propidium
L'iodure de propidium (IP, en anglais propidium iodide, PI) est un agent intercalant des acides nucléiques (l'ADN ou l'ARN) et une molécule fluorescente ayant une masse moléculaire de 668,403 Da. L'iodure de propidium est couramment utilisé comme marqueur de l'ADN afin de marquer le noyau des cellules ayant perdu leur intégrité membranaire (phénomène caractéristique de la nécrose).

## Utilisation en biologie moléculaire
À l'instar du bromure d'éthidium (BEt), l'iodure de propidium (IP) est un agent d'intercalation utilisé comme marqueur des acides nucléiques. Il se lie aux bases de l'ADN avec peu ou pas de spécificité de séquence et suivant une stœchiométrie d'une molécule pour 4-5 paires de bases. L'IP peut aussi se lier à l'ARN ; c'est pour cela qu'un traitement à l'aide de nucléases (RNases) s'avère nécessaire afin de dégrader l'ARN et d'éviter ainsi tout faux positif. Par ailleurs, une molécule d'IP se liant aux acides nucléiques est 20 à 30 fois plus fluorescente qu'une molécule libre en solution, le maximum d'excitation étant décalé d'environ 30 à 40 nm vers le rouge et le maximum d'émission décalé d'environ 15 nm vers le bleu. L'IP est utilisé en imagerie cellulaire (microscopie à fluorescence, microscopie confocale), en cytométrie en flux ou encore en fluorométrie.
Son utilisation principalement en imagerie cellulaire et en cytométrie en flux s'explique par sa relative lipophobie. En effet, contrairement au bromure d'éthidium qui a la capacité de traverser relativement facilement les membranes plasmiques, l'IP par son second ammonium quaternaire possède une lipophobie (ou hydrophilie) relativement plus élevée. Ceci fait de lui un puissant marqueur de la viabilité cellulaire : en effet, une cellule viable possède une intégrité membranaire, l'IP ne pouvant alors pénétrer et se lier à l'ADN présent dans la cellule, au contraire d'une cellule morte dont la membrane perméabilisée pourra laisser entrer l'IP qui se liera à l'ADN.
Par ailleurs, l'IP peut être utilisé en parallèle d'autres marqueurs fluorescents (techniques du multimarquage). Ainsi l'IP est compatible avec des marquages directs ou indirects par anticorps, avec des marquages en hybridation in situ ou bien encore avec des marquages utilisant des fluorophores spécifiques de structures cellulaires.

### Détection des phénomènes de nécrose et d'apoptose
En cytométrie en flux, on utilise un marqueur fluorochrome : l'annexine V-FITC marque les cellules en apoptose. Lors de ce phénomène, les cellules exposent sur la face externe de leur membrane plasmique certaines phosphatidyles, et entre autres la phosphatidylsérine qui se trouve normalement sur la face interne de la membrane plasmique (ce qui permet aux autres cellules de savoir quelles cellules sont en phase d'apoptose). L'annexine V-FITC se fixe donc sur les phosphatidylsérines, permettant ainsi de différencier les cellules apoptotiques des cellules vivantes. Cependant, lors de nécroses, la membrane plasmique de la cellule explose en partie, devient poreuse et la cellule expose ainsi ses phosphatidylsérines au milieu extérieur. Une cellule en nécrose est donc également marquée par l'annexine V-FITC. On réalise alors un second marquage avec de l'Iodure de propidium qui ne fixe les cellules que lorsque la membrane plasmique est poreuse. Autrement dit, l'IP peut se fixer sur les cellules en nécrose (car membrane poreuse) mais pas sur les cellules apoptotiques (car membrane non poreuse). On a ainsi les résultats suivants en cytométrie en flux :
- Cellule vivante : Annexine négatif / IP négatif ;

- Cellule apoptotique : Annexine positif / IP négatif ;

- Cellule en nécrose : Annexine plus ou moins positif / IP positif.

### Détection des parois cellulaires chez les végétaux

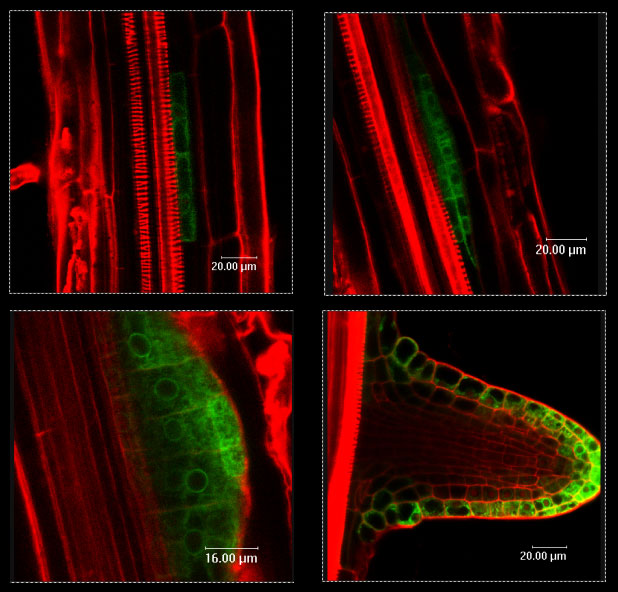
Fig 1. Image en microscopie à fluorescence de la croissance de primordia racinaires ches Arabidopsis thaliana. Les primordia sont marquées par la GFP (vert), la paroi cellulaire par l'IP (rouge)

Une des applications de l'IP en biologie végétale concerne le marquage des parois cellulaires. En effet, il est possible d'observer, à la suite du marquage à l'IP, le contour des cellules, l'IP restant autour des cellules au sein de la paroi du tissu végétal observé. On peut ainsi par exemple observer en microscopie confocale le contour des cellules du tissu racinaire des graines d'Arabidopsis thaliana. Il est alors possible de localiser avec précision dans quelle partie de la racine peut s'exprimer un gène d'intérêt si ce dernier a été fusionné avec le gène codant la GFP.

## Sécurité et effets sur la santé
Bien qu'aucune fiche n'ait encore été éditée par l'INRS à propos de l'IP, il s'agit d'un produit nocif. Il doit être manipulé avec précaution et bien que sa relative lipophobie limite sa pénétration rapide dans les tissus, l'usage de gants en latex voire en nitrile est indispensable.